# Giovanni Alfonso Borelli
Giovanni Alfonso Borelli (28. ledna 1608 – 31. prosince 1679) byl italský fyziolog, fyzik, astronom a matematik. Přispěl k zavádění moderních principů vědeckého výzkumu, pokračoval v Galileově metodě ověřování hypotéz pozorováním. Zabýval se matematikou, studoval pohyby Jupiterových měsíců a v mikroskopii zkoumal složení krve. Studoval mechanismus otevírání a zavírání průduchů v rostlinných tkáních, je autorem významných studií v medicíně a v geologii. Byl chráněncem švédské královny Kristýny I.